# Herbert Richard Jones
Herbert Richard Jones (Colombo, - Georgia?, 1918) fue un empresario inglés afincado en Sevilla. Fue el primer presidente del Real Betis Balompié. También fue conocido como "Papá" Jones.
Herbert Jones llegó a Sevilla poco después de haberse establecido desde Cádiz en 1912 como intérprete de una compañía naviera. Poco se sabe de él hasta esta fecha. Amante del fútbol, militó en las filas de la Sociedad Sevilla Balompié y tras ser nombrado presidente el 14 de septiembre de 1914, fue el principal impulsor de la fusión de esta con el Real Betis Football Club, dando origen al Real Betis Balompié. Durante su estancia en Sevilla, fue también directivo de la Federación Regional Sur y presidente del Colegio Oficial de Árbitros.
En 1918, en plena Primera Guerra Mundial, fue llamado a filas por el Ejército Británico y abandonó la ciudad de Sevilla a la que nunca regresaría. Se cree que murió en algún lugar de Georgia durante la guerra.